# رکس تیلور
رکس تیلور (انگلیسی: Rex Taylor; ۱ نوامبر ۱۸۸۹ – ۲۷ دسامبر ۱۹۶۸) فیلم‌نامه‌نویس اهل ایالات متحده آمریکا بود.
وی فیلم‌نامه‌نویس فیلم‌هایی همچون بیگانه، کوکتل (فیلم) و سیب آدم بوده‌است.